# Grigorij Grigorjevič Neljubov
Grigorij Grigorjevič Neljubov (Григорий Григорьевич Нелюбов; Porfirjevka, 31 marzo 1934 – Vladivostok, 18 febbraio 1966) è stato un cosmonauta sovietico.
Fu uno dei venti cosmonauti facenti parte di quello che fu presentato come il primo gruppo cosmonauti della storia dell'Unione Sovietica. Nella sua carriera di cosmonauta non volò mai ma arrivò ad essere la seconda riserva di Jurij Gagarin, nel suo volo sulla Vostok 1, e la prima (secondo alcuni seconda) riserva di Titov, nel volo sulla Vostok 2; nel 1963, quando sembrava ormai arrivato il suo turno, fu cacciato dal programma spaziale sovietico per insubordinazione. Caduto in depressione, morì suicida nel 1966.

La sua appartenenza al programma spaziale sovietico fu mantenuta segreta fino alla fine degli anni 1980, quando fu rivelata sull'onda della nuova politica di trasparenza (glasnost') voluta da Michail Gorbačëv.

## Biografia e carriera
Nato nella cittadina di Porfirjevka, in Crimea, Neljubov si era arruolato nell'aviazione militare sovietica e aveva frequentato la scuola superiore di aviazione militare di Ejsk, per poi divenire un tenente pilota di MiG 19 quando, nel 1960, fu scelto per partecipare al programma Vostok, il primo programma spaziale della storia sovietica. 
Come gli altri candidati cosmonauti, anche Neljubov fu scelto da una commissione guidata dal maggiore generale Borodin del servizio medico dell'esercito sovietico, la quale aveva come ordine quello di selezionare piloti con un'età compresa tra 25 e 30 anni, con un peso inferiore ai 70 kg e un'altezza inferiore ai 170 cm. Il 7 marzo 1960, dopo essere risultato idoneo ai requisiti fisici e politici (ogni candidato doveva avere un passato indiscutibile, ossia una biografia tale da non poter in alcun modo essere fonte di scandalo) e dopo aver superato diversi test fisici e psicologici in un centro di Mosca, Neljubov fu quindi scelto tra più di tremila piloti vagliati, come uno dei venti uomini facenti parte del primo gruppo cosmonauti della storia sovietica, che fu presentato al pubblico all'inizio del 1960.

Dopo un'ulteriore scrematura, il 31 maggio 1960, sei dei venti candidati furono scelti per partecipare al programma Vostok. Neljubov non fu tra questi sei, tuttavia i quattordici candidati non selezionati non furono congedati dall'addestramento, semplicemente non poterono partecipare all'addestramento speciale svolto nel simulatore della Vostok a partire dal luglio seguente.

La svolta per Neljubov arrivò il 16 luglio, quando Anatolij Kartašov, uno dei sei selezionati, dovette lasciare il gruppo a causa dello strappo di un vaso sanguigno della colonna vertebrale occorsogli durante un addestramento, e lui fu chiamato per sostituirlo.

Con il proseguire degli addestramenti volti a decidere chi avrebbe volato con la Vostok 1 nel primo volo spaziale umano della storia, i migliori tre candidati si rivelarono essere Gagarin, Titov e Neljubov. Tuttavia, alla fine per il volo dell'aprile 1961 con la Vostok 1 fu scelto come pilota Gagarin, mentre Neljubov fu selezionato come seconda riserva, mentre per quello dell'agosto seguente, con la Vostok 2, fu scelto Titov e Neljubov fu selezionato come prima riserva (o forse come seconda, dietro a Nikolaev). Anche per i voli della Vostok 3 e della Vostok 4, Neljubov fu nominato primo pilota di riserva, mentre piloti ufficiali furono nominati, rispettivamente Andrijan Nikolaev e Pavel Popovič. 
Forse deluso per non essere ancora riuscito a pilotare una Vostok nello spazio, Neljubov iniziò a mostrare segni di insofferenza e, la sera del 27 marzo 1963, fu arrestato assieme a Ivan Anikejev e Valentin Filatjev, anche loro tra i primi venti selezionati. Stando ai resoconti della faccenda, dati anche da Titov in un'intervista, dopo essere usciti dalla base in uniforme, cosa già di per sé contraria alle regole, i tre si erano ubriacati presso un locale vicino dove avevano iniziato a disturbare altri avventori, facendo sì che il gestore del locale chiamasse la polizia. Temendo di essere arrestati i tre si erano dati alla fuga ma erano stati intercettati da una pattuglia di sicurezza militare che, vedendoli in uniforme, aveva chiesto loro i documenti per identificarli. Essendo anche sprovvisti di documenti, quando la pattuglia decise di portarli in centrale, i tre avevano tentato la fuga arrivando ad aggredire i poliziotti, i quali alla fine li avevano arrestati e condotti dal comandante della base. Quest'ultimo acconsentì a ignorare l'intera faccenda e a non inoltrare i verbali ai piani superiori se i tre cosmonauti si fossero scusati. Anikejev e Filatjev si scusarono ma Neljubov fu irremovibile e così la notizia dell'incidente arrivò ai responsabili del programma spaziale. Dato che quello non era il primo incidente di cui i tre si fossero resi protagonisti, il 17 aprile 1963 furono tutti quanti congedati dal programma spaziale, con un provvedimento che divenne ufficiale il 4 maggio 1963. Pavel Popovič, responsabile dell'organizzazione del gruppo, provò a risolvere la situazione convocando una riunione e invitando nuovamente Neljubov a fare le proprie scuse al comandante e agli altri cosmonauti ma Neljubov rifiutò nuovamente. Dato che non ci fu più niente da fare, tutti e tre i cosmonauti furono quindi espulsi dal programma senza aver mai completato una missione spaziale.
A seguito dell'espulsione Neljubov tornò al servizio attivo nell'aviazione, presso un reparto di caccia intercettori stanziato nell'Estremo Oriente Sovietico, vicino a Vladivostok. Qui, l'uomo cadde in depressione e divenne sempre più dipendente dall'alcol, anche perché ogni suo tentativo di recuperare la sua carriera di cosmonauta (cercando ad esempio colloqui con Kamanin, direttore dell'addestramento dei cosmonauti, e con Korolëv, direttore del programma spaziale) fallì. L'ultimo tentativo di parlare con Korolëv fu fatto da Neljubov alla fine del 1965 ma Korolëv rispose di non avere tempo e in seguito, nel gennaio 1966, morì. Forse ormai rassegnato, all'alba del 18 febbraio 1966, Neljubov si fermò in mezzo ai binari della stazione di Ippolitovka, a nord-ovest di Vladivostok, e fu investito da un treno. Le indagini successive stabilirono che Neljubov era ubriaco e classificarono il fatto come suicidio. In un documentario girato dalla stazione della Roscosmos e intitolato "Avrebbe potuto essere il primo. Il dramma del cosmonauta Neljubov" (in russo Он мог быть первым. Драма космонавта Нелюбова?) la vedova del cosmonauta, Zinaida, ha dichiarato che il marito è morto volontariamente, mostrando anche una breve nota lasciata da quest'ultimo l'ultimo giorno della sua vita e che appare in tutto e per tutto un addio.

## Damnatio memoriae
Al fine di proteggere l'immagine del programma spaziale sovietico, per Neljubov, Anikejev e Filatjev fu istituita una vera e propria damnatio memoriae. Per Neljubov in particolare, essendo egli uno dei sei prescelti, il trattamento fu particolarmente rigido. Infatti, non solo furono fatti tutti gli sforzi per coprire i motivi della sua espulsione, ma anche per non far trapelare la notizia del suo suicidio.

Ad opera della censura sovietica, la sua immagine fu anche cancellata da una fotografia nota come i "sei di Soči". Scattata a maggio del 1961, nella fotografia erano stati immortalati i sei cosmonauti del programma Vostok assieme ad alcuni dirigenti del programma (l'ingegnere capo, Korolëv, il direttore del programma di addestramento, Karpov, e l'istruttore di paracadutismo, Nikitin) durante una vacanza premio a Soči, sul mar Nero, concessa loro per festeggiare il grande successo del volo di Gagarin, il 12 aprile di quell'anno. Nell'immagine originale, Neljubov stava tra Popovič e Titov ma, dopo la vicenda dell'espulsione, quando la fotografia fu diffusa negli anni 1970, la figura di Neljubov fu cancellata.
Anche a causa di questa cancellazione, nacquero diverse teorie del complotto sulla sorte di Neljubov, che fu annoverato tra i cosiddetti "Cosmonauti perduti".